# 奥保吉
奥保吉，是匈牙利索博尔奇-索特马尔-贝拉格州所辖的一个村。总面积32.04平方公里，总人口2243，人口密度70.0人/平方公里（2011年1月1日）。